# El convector Toynbee
El convector Toynbee es un cuento de ciencia ficción de Ray Bradbury, publicado en Playboy en 1984, y en 1988 en la antología homónima. 

## Argumento
El protagonista es Craig Bennett Stiles, conocido también como el Viajero del tiempo, un hombre creativa y económicamente estancado en un futuro próximo de la sociedad. Stiles afirma haber inventado una máquina del tiempo, a la que en privado se refiere como su convector Toynbee, aunque no revela el nombre del dispositivo a nadie hasta mucho más tarde. 
Ha viajado al futuro y regresado. Como prueba de trae películas y otros registros en los que el hombre ha desarrollado una civilización avanzada con muchos y maravillosos inventos útiles y un entorno natural restaurado. Asimismo, afirma haber destruido deliberadamente la máquina para evitar que cualquier otra persona la utilice. 
Inicialmente, la gente del pasado se muestran escéptica de las demandas del viajero, pero son incapaces de explicar o refutar la autenticidad de los documentos traídos del futuro. Inspirados por la visión utópica, muchas personas comienzan a cumplir con los proyectos de la visión y crean el mundo que vio el viajero. 
Pero durante una entrevista dice "He mentido", afirmando que dese que conoció los pueblos del mundo se inspiren en ellos para crear una utopía, creó la ilusión de uno, dar a la humanidad una meta, y esperanza. Debido a las creencias del pueblo en la ilusión, la utopía imaginaria del futuro se convirtió en realidad. Stiles muere después de explicar sus acciones al reportero Roger Shumway, quien resuelve viajar al futuro y llevar el legado de Stilles. 
La paradoja es que mientras Stiles busca al reportero para decirle a la gente la verdad a fin de que sean salvados a sí mismos, este decide mantener la ilusión y no exponer el secreto, destruyendo las pruebas que Stiles había dejado para que él revelara.
- Datos: Q3221761